# Yatego
Yatego – internetowy serwis handlowy zajmujący się handlem hurtowym. Yatego GmbH została założona na początku 2003 roku w Monachium, a strona internetowa została uaktywniona w czerwcu tego samego roku.

## Rozwój
|  |

Według agencji ratingowej Nielsen NetRatings firma odnotowała w roku 2006 wzrost sprzedaży o 137%, natomiast Comscore uznało za najszybciej rozwijającą się stronę internetową w roku 2007.
Yatego został jednym ze zwycięzców nagrody Jobmotor 2008 w kategorii firm średnich.

## Wyróżnienia/nominacje
- Job-Montor 2008 (Izba Rzemieślnicza, względnie Izba Przemysłowo-Handlowa we Freiburgu i Konstancji, Związek Gospodarczy Przedsiębiorstw Przemysłowych w Badenii (WVIB))

- Nominacja do Przedsiębiorstwa Roku 2009 (Nagroda: Oskar-Patzelt-Preis)[4]

- Przedsiębiorstwo Września (Ekonomiczne Towarzystwo wspierające gospodarkę na terenie Schwarzwald-Baar-Heuberg [sp.] z o.o.)[5]

- Zajęcie drugiego miejsca dla przedsiębiorstw klasy średniej za społeczno-socjalną odpowiedzialność[6]

- Laureat w zabezpieczaniu przyszłych miejsc pracy dla młodych, wykwalifikowanych pracowników 2009 przy konkursie tzw. „Ausbildungs-Ass 2009” („Wirtschaftsczerwiecoren Deutschland”, największy związek młodych przedsiębiorców i kadr kierowniczych w Niemczech)[7]

- Zajęcie piątego miejsca w zakresie: technologie perspektywiczne, jako najszybciej rosnące przedsiębiorstwo w Niemczech[8]